# Byrrah
Byrrah es un personaje ficticio que aparece en los cómics estadounidenses publicados por Marvel Comics. Es un príncipe de Atlantis, y primo de Namor el Submarinero.

## Historial de publicación
Byrrah apareció por primera vez en Marvel: Mystery Comics # 82 y fue creado por Bill Everett y Jimmy Thompson.

## Biografía ficticia
Byrrah era miembro de la realeza atlante y ciudadano de Atlantis. Byrrah y Namor eran amigos íntimos en la infancia, aunque se convirtieron en rivales. Byrrah consideró a Namor como "mestizo" y no era apto para gobernar Atlantis. Byrrah compitió con Namor por el trono atlante cuando el emperador Thakorr fue herido.
Byrrah era posible heredero del trono mientras Namor se había ido. Cuando Namor regresó, Byrrah usó un dispositivo de control mental para obligar a los atlantes a elegirlo como gobernante y exiliar a Namor. Byrrah formó una alianza con los enemigos de Namor (Attuma y Señor de la Guerra Krang) para derrotarlo, pero fracasó y fue exiliado de Atlantis. Con Krang y el Doctor Dorcas, intentó sin éxito convertir el sentimiento público atlante contra Namor. Luego formó alianzas con Llyra y Badoon, y luchó contra Namor y Namorita. Los dos primos se reconciliaron más tarde, y Namor perdonó los crímenes de Byrrah.
Byrrah le comunicó a Namor que Attuma había tomado el control de Atlantis. Junto a Namor, Byrrah luchó contra las fuerzas de Attuma, pero fueron derrotados. Junto a Alpha Flight, Byrrah ayudó a Namor y los Vengadores contra Attuma nuevamente. Con sus compañeros atlantes, Byrrah ayudó a Namor a establecer el nuevo reino de Deluvia.

## Poderes y habilidades
Byrrah tiene todos los poderes de un Homo mermanus, incluida la fuerza sobrehumana. Está adaptado para vivir bajo el agua, tiene agallas que le permiten respirar bajo el agua, puede nadar a altas velocidades y su cuerpo es resistente a la presión y el frío de los océanos profundos. Su visión especialmente desarrollada le permite ver claramente en las oscuras profundidades del océano.
Solo puede sobrevivir durante 10 minutos fuera del agua, a menos que use un suero especial que le brinde la capacidad de respirar aire. Su resistencia, agilidad y reflejos se reducen cuando se sale del agua.
Es un maestro de todas las formas de combate atlante armado y desarmado. Lleva una espada y un hacha de batalla, y usa una pica de poder que dispara rayos de energía eléctrica.
Byrrah es un planificador y estratega maestro, y un político experimentado.

## En otros medios

### Televisión
- Byrrah aparece en la parte Sub-Mariner de The Marvel Superheroes, con la voz de Chris Wiggins.

### Videojuegos
- Byrrah aparece en el videojuego Marvel: Ultimate Alliance, con la voz de James Horan. Él aparece como un miembro de los Maestros del Mal dirigidos por el Doctor Doom. Es visto cuidando un emisor sónico al lado del Señor de la Guerra Krang.